# Robert Vergnes
Pour les articles homonymes, voir Vergnes.
Robert Vergnes, né le 10 juillet 1927 à Graulhet (Tarn) et mort le 22 avril 2004 à Paris, est un explorateur et pionnier en art précolombien. Il a conduit des missions et des recherches au Panama, Costa Rica, Guatemala...

## Biographie
Spéléologue, coéquipier de Norbert Casteret, il fut le premier à explorer les grottes du Guatemala et introduisit cette discipline en Amérique Latine. Il a également assuré la promotion de ses voyages et de ses découvertes par des cycles de conférences, des expositions, des interventions dans les médias et développant un fan club d’explorateurs en herbe. 
Sa compagne, Claude Maillard, médecin, écrivain, psychanalyste, a fait don à la Bibliothèque nationale de France des archives en sa possession à la suite de son décès, rassemblant de nombreux témoignages et documents témoignant de leurs voyages communs et découvertes archéologiques. 

## Publications
- Dans le gouffre le plus profond du monde, Préface de Norbert Casteret, autoédition, Albi, 1954
- Le Pays Vierge, avec une Préface de Haroun Tazieff, Les Productions de Paris, Paris 1957
- Un Indien dans sa jungle et en France : Les expéditions Spéléologiques françaises en Amérique Centrale, Albi, 1960
- Mystère aux Iles Cocos, Les Presses Noires, (Coll. Espionnage), Paris, 1967
- Pugilat au Guatemala, Les Presses Noires, (Coll. Espionnage), Paris, (jamais paru)
- L'Or dans la peau, Éditions Robert Laffont, (Coll. Vécu), Paris, 1974
- L'Aigle des Caraïbes, Récit de Jean Contenté recueilli par Robert Vergnes, Éditions Robert Laffont, (Coll. Vécu), Paris, 1978
- La Dernière île au trésor, Éditions Balland, Paris, 1978
- Guia del Archipielago de las Perlas : The Pearl Islands Guide, Edicion Redimex, Panama, 1980 ?
- La dernière île au trésor, réédition, Éditions du Trésor, Paris, 2014